# Markiz Milford Haven
Markiz Milford Haven
Dodatkowymi tytułami markiza Milford Haven są:
- hrabia Medina
- wicehrabia Alderney

Rodową siedzibą markizów Milford Haven jest Great Trippetts Estate w Sussex. Wcześniejszą siedzibą był Moyns Park w Birdbrook, Essex, a pierwszą Lynden Manor w Holyport, Berkshire.
Markiz Milford Haven 1. kreacji (parostwo Zjednoczonego Królestwa):
- 1917–1921: Louis Mountbatten, 1. markiz Milford Haven
- 1921–1938: George Mountbatten, 2. markiz Milford Haven
- 1938–1970: David Mountbatten, 3. markiz Milford Haven
- od 1970: George Mountbatten, 4. markiz Milford Haven